# Chamaecostus
Chamaecostus là một chi thực vật có hoa trong họ Costaceae. Chi này được miêu tả năm 2006. Chi này đặc hữu Nam Mỹ.

## Các loài
1. Chamaecostus congestiflorus - Venezuela, N Brazil, Guyana, Suriname, Guiana thuộc Pháp
2. Chamaecostus curcumoides - Guiana thuộc Pháp
3. Chamaecostus cuspidatus - Đông Brazil
4. Chamaecostus fragilis - Colombia, Bắc Brazil
5. Chamaecostus fusiformis - Pará
6. Chamaecostus lanceolatus - Colombia, Venezuela, Brazil, Guyana, Suriname, French Guiana
7. Chamaecostus subsessilis - Brazil, Bolivia